# Living Lâche
Living Lâche ist eine österreichische Irish-Punk-Folk-Band. Sie hat in ihrer langjährigen Geschichte unter anderem bereits als Vorband für die Oysterband, The Real McKenzies, Justin Sullivan (von New Model Army) und Skyclad gespielt. Das Musikvideo zu ihrem Lied It Was So Mad hat 2010 auf dem internationalen Film Festival A night of horror in Sydney, Australien, den Preis für das beste Musikvideo gewonnen.

## Bandgeschichte
2001 von Toni Ammer, Daniel Capek und Stephy Schicht gegründet, brachten Living Lâche 2002 ihr erstes Album heraus. Klang ihre Musik anfangs noch sehr nach Punk, wandelte sich der Stil mehr und mehr zu einer Mischung aus Folk und Punk. 2004 verließ Stephanie Schicht die Band und Matthias Galan stieß als Schlagzeuger hinzu. Es folgten Michael Ammer, Rubina Mirfattahi (bis 2010), Max Kirchner als zweiter Schlagzeuger und schließlich Sarah Just am Keyboard.
2008 trennte sich Living Lâche von dem Label Problembär Records und veröffentlichten ihr folgendes Album unflushable - young, hot and police power! als Gratis-Download auf der Musik-Plattform NeppStar. Das 2010 erschienene Album Folkrock Mountain wurde dann bereits unter dem Label Moshel Kamadu Records veröffentlicht.

## Kritiken
Die österreichische Tageszeitung Kronen Zeitung bezeichnete das Album living lâche and other typical pub situations als „Partiplatte für trinkfeste Irlandliebhaber mit Affinität zu funkigen Melodien“.
Die deutsche Online-Plattform celtic rock schrieb über die 2010 erschienene Platte Folkrock Mountain „Der Sound ist chaotisch, stümperhaft, punkig, trashig wie eh und je. Folkrock Mountain ist etwas für Fans, für Sammler und für jene, denen langweilige Interpretationen der immer gleichen Songs zum Halse heraushängen.“

## Diskografie

### Alben
- 2002 - wir sind erbärmlich
- 2003 - we dont care and don' need fucking audience
- 2004 - wasted times and the horrorshows of being ernest
- 2005 - folk'n'anger
- 2006 - live
- 2006 - we're cruising for a bruising
- 2008 - living lâche and other typical pub situations
- 2009 - unflushable - young, hot and police power!
- 2010 - Folkrock Mountain
- 2011 - This is Radio Living Lâche
- 2011 - Living rieselt der Lâche EP
- 2012 - The two days of the reincarnation of Saint Mánké
- 2013 - My First Hello Biertschi Colouring Book[4][7]